# Stedelen
Stedelen (ejecutado c. 1400) fue un hombre acusado de brujo en Suiza entre 1397 y 1406.

## Trasfondo
Después de que la cosecha se hubiera perdido en su pueblo, Stedelen fue acusado de utilizar magia negra para destruir los cultivos al supuestamente sacrificar un gallo negro en sábado en un cruce de caminos y colocando un lagarto bajo el umbral de la puerta de una iglesia local.
Peter von Greyerz, el juez de Simmental entre 1398 y 1406, era un firme creyente en la brujería, que creía había sido introducida en Simmental por un hombre noble llamado Scavius en 1375, que reclamó que se podía transformar en ratón (como se registra en el trabajo seminal de Johannes Nider Formicarius). Scavius fue masacrado por sus enemigos, pero tenía un alumno, Hoppo, que, según Greyerz, había sido el tutor de Stedelen. 
No hay ningún registro sobre Hoppo, pero Stedelen de Boltigen supuestamente había sido convertido en un experto en magia por Hoppo, y presuntamente aprendió a robar estiércol, heno y cosas por el estilo de los campos de otros por medio de la magia, crear granizo y tormentas eléctricas, provocar esterilidad en animales y personas, enloquecer caballos tocando sus cascos, volar y asustar a quienes le capturaron. Greyerz también acusó a Stedelen de haber tomado la leche de las vacas de una pareja casada para hacer que la esposa abortara.

## Juicio
Después de la tortura, Stedelen admitió el cargo de haber enterrado un lagarto bajo la casa de la pareja. Su juicio tuvo lugar en un tribunal secular, donde confesó bajo tortura haber invocado demonios como parte de un pacto con el Diablo. Stedelen fue quemado en la hoguera.
Greyerz creía que existía un culto satánico, cuyos miembros se juraban al Diablo y comían niños en las iglesias por la noche. Continuó sus persecuciones y una vez torturó a una mujer para confirmar esto.